# Беца Фантастик
Бенјамин Салковић, познатији као Беца Фантастик је српски певач бошњачког порекла и некадашњи вокал Фантастик бенда са којима је имао и највећи хит "Мила моја". За ову песму снимљен је спот у ком се појавила манекенка и ријалити звезда Станија Добројевић.
Ожењен је Меримом Ајдимовић и исламске је вероисповести. Пореклом је из Новог Пазара.

## Дискографија
Са Фантастик бендом
Албум
- Игара и хлеба (2014) Сити Рекордс

Синглови
- Ма здраво (2014)
- Тагуј ме (2015)
- Секси селфи (2016)
- Гола (2016)
- Јаки као мећава (2016)

Као соло извођач
Албуми
- Уникат (2017) IDJ Tunes
- Јужни блуз (2018) са оркестром Аце Софронијевића IDJ Tunes

#### Синглови[9]
- На рођендан (2016)
- Уникат (2017)
- Нисам срео слађу (2017) дует са Ша
- Жена и пријатељ (2017)
- Деколте (2017)
- Срце које воли (2018) дует са Вики Миљковић
- Панама (2018)
- За тебе су нула (2019)[10]
- Шифра (2021)
- Карма (2024)
- Виски (2024) дует са Леном Чолак
- Не кидај (2024)
- Волим те јбн (2024)